# 35325 Claudiaguarnieri
35325 Claudiaguarnieri è un asteroide della fascia principale. Scoperto nel 1997, presenta un'orbita caratterizzata da un semiasse maggiore pari a 3,2393872 UA e da un'eccentricità di 0,1558298, inclinata di 1,20467° rispetto all'eclittica.